# Gretel y Hansel
Gretel y Hansel es una película de terror y fantasía de 2020, basada en el cuento de hadas del folklore alemán Hansel y Gretel, popularizado por los hermanos Grimm. La cinta está dirigida por Oz Perkins, producida por Fred Berger, Brian Kavanaugh-Jones y Dan Kagan, y el guion estuvo a cargo de Rob Hayes. Fue protagonizada por Sophia Lillis y Sam Leakey como los hermanos protagonistas, junto a Charles Babalola, Jessica De Gouw y Alice Krige.

## Sinopsis
La protagonista, una niña llamada Gretel, vive inmersa en un mundo peligroso. Cuando no logra conseguir trabajo de sirvienta, lleva a su hermano pequeño Hansel a un bosque oscuro en una búsqueda desesperada de comida y trabajo, solo para tropezar con el malvado plan de Holda, una bruja.

## Reparto
- Sophia Lillis como Gretel.
- Sam Leakey como Hansel.
- Charles Babalola como El Cazador.
- Alice Krige como Holda, la bruja.
- Jessica De Gouw como la joven Holda.

## Producción

### Casting
En octubre de 2018 se anunció que Sophia Lillis protagonizaría Gretel and Hansel, con Oz Perkins dirigiendo la película a partir de un guion coescrito con Rob Hayes. En noviembre de 2018, Charles Babalola fue elegido para el papel de El Cazador. En abril de 2019, Alice Krige, Jessica De Gouw y Sam Leakey se unieron al elenco, con Leakey haciendo su debut como actor.

### Rodaje
El 9 de noviembre de 2018, el rodaje comenzó en Dublín, Irlanda.

## Estreno
La película se estrenó el 31 de enero de 2020 en Estados Unidos.